# Garinei e Giovannini

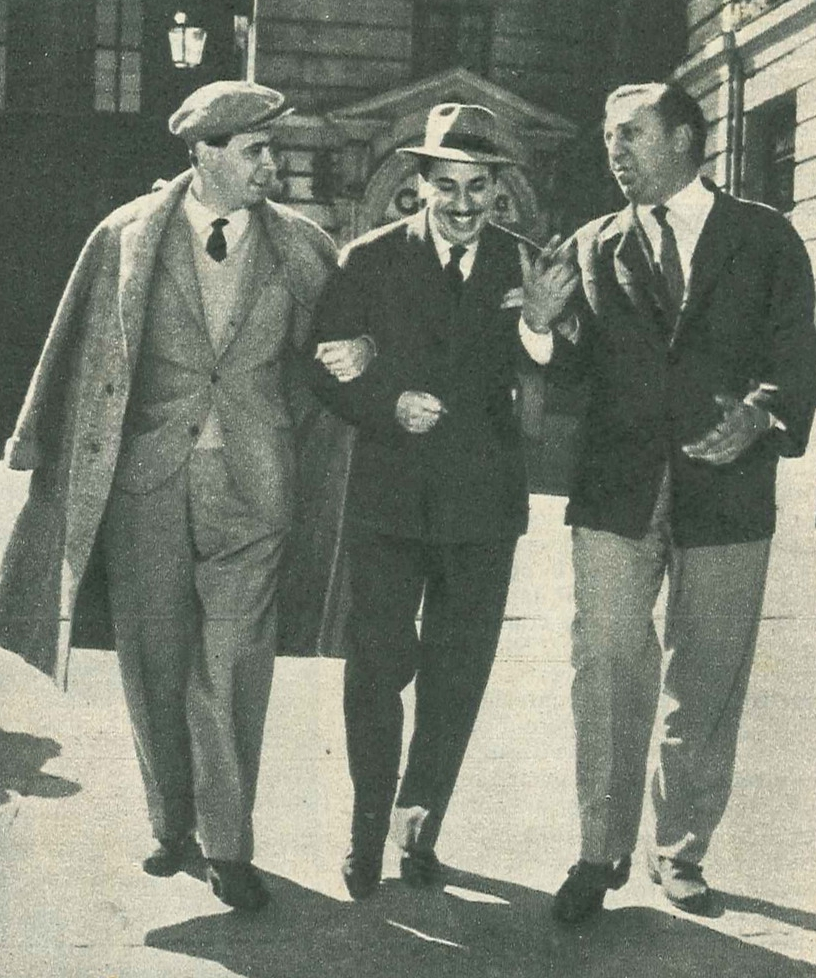
Gorni Kramer tra Garinei e Giovannini (1958)

Garinei e Giovannini è il nome di una coppia di commediografi e registi teatrali italiani, Pietro Garinei (Trieste, 1º febbraio 1919 – Roma, 9 maggio 2006) e Sandro Giovannini (Roma, 10 luglio 1915 – Roma, 26 aprile 1977), fondatori di quel genere di spettacolo che va sotto il nome di commedia musicale.

## Storia

### La rivista
Pietro, laureato in farmacia e Sandro, laureato in giurisprudenza, si conobbero nelle redazioni del Corriere dello Sport e della Gazzetta dello Sport, a cui collaboravano entrambi. Insieme fondarono, con Franco Monicelli, il Cantachiaro, settimanale umoristico che uscì a Roma nel 1944 (vi collaborarono, fra gli altri, Corrado Alvaro ed Enrico Mattei). Ma ancora prima di dedicarsi al giornalismo ciascuno aveva iniziato, in piccolo, a preparare spettacoli: Garinei ideando, per gli studenti, rivistine di carnevale che andavano in scena al Teatro Valle, col fratello Enzo come primo attore, e Giovannini mettendo in piedi spettacoli d'intrattenimento per le truppe italiane in Albania.
Conosciuto l'impresario teatrale Remigio Paone i due, assieme a Franco Monicelli e Italo De Tuddo, decisero di portare la propria satira nel palcoscenico. Misero così in scena lo spettacolo di rivista Cantachiaro (1944) con Anna Magnani, Enrico Viarisio, Marisa Merlini. Nello spettacolo compariva la musica jazz - appena sdoganata, essendo stata proibita dal regime fascista - di Piero Piccioni. La satira era pungente, si ridicolizzava un po' tutti, soffermandosi non poco sulle grandi figure politiche del momento, di qualsiasi parte. Non si intendeva lanciare alcun messaggio ma solo far ridere le platee, anche se, in quegli anni di forti scontri sociali e ideologici, per gli autori non fu facile riuscirvi.
Dato il successo ottenuto, in diciotto mesi scrissero quindi ben sei spettacoli, poi proseguirono senza sosta, mostrando l'esuberanza della loro vena creativa. Uscirono così, fra le altre, Soffia so'... (gennaio 1945, con Enrico Viarisio e un giovane Alberto Sordi), Cantachiaro n. 2 (maggio 1945, con la Magnani, Ave Ninchi, Gino Cervi, Aroldo Tieri e un debuttante Raimondo Vianello), Cantachiaro n. 3 (con Ernesto Calindri che imitava De Gasperi senza che la DC protestasse), Si stava meglio domani (1946, con Wanda Osiris, Gianni Agus, Harry Feist).
Motivati dai successi ottenuti decisero di orientarsi verso la rivista a grande spettacolo. Realizzazioni sfarzose (e costose: ci si avvicinava ai cinque milioni), ritagliate intorno alla figura della soubrette-diva che ancheggia sulla passerella e cambia decine di abiti vistosi e luccicanti nella stessa rappresentazione: Domani è sempre domenica (1947), e il kolossal Al Grand Hotel (1948, con Wanda Osiris, Gianni Agus, Giuseppe Porelli e Dolores Palumbo), Sono le 10 e tutto va bene (1949, con la Magnani e Viarisio), Il diavolo custode (1950, con la Osiris, Viarisio, Dolores Palumbo e Gianni Agus), Gran Baraonda (1952, con la Osiris, Sordi ed il Quartetto Cetra), Made in Italy (1953, con Macario e la Osiris).
Era una continua rincorsa del kolossal, e la megalomania dei produttori aveva spesso il sopravvento sull'aspetto artistico. Si cercava la grandiosità decorativa. Remigio Paone faceva collocare sul palcoscenico e in vari punti del teatro il proprio logo, con le iniziali inserite in uno stemma in stile principesco. In un caso fece realizzare per la scena un bar in duralluminio che poi durante gli intervalli doveva funzionare realmente per il pubblico (ma furono dieci milioni sprecati perché il palcoscenico non poteva reggerne il peso). Gli addobbi non erano di carta ma di vera stoffa, i programmi di sala, venduti a quattrocento lire quando un quotidiano ne costava venticinque, erano in tricromia e carta patinata pesante, con sovracoperta in stoffa. Allo sfarzo esteriore corrispondeva un'attenzione al valore del copione, sempre da parte del produttore, limitata. Garinei e Giovannini videro presto questa incongruenza e cominciarono a pensare a qualcosa di diverso.

### La commedia musicale
Il 1952 per i due fu l'anno della svolta. Fiutando i cambiamenti di gusto del pubblico, decisero di gettare le basi per un genere nuovo, la commedia musicale, in parte ispirandosi al modello americano, in parte prendendo spunti dalla rivista.
Presentarono così, nel 1952, Attanasio cavallo vanesio, e come interprete principale scelsero Renato Rascel, che era comparso ballando il tip tap nel loro varietà Sogno di una notte di questa estate. Fu la prima opera di una trilogia, che proseguiva con Alvaro piuttosto corsaro (1953) e Tobia la candida spia (1954). Le tre opere sono oggi considerate le prime commedie musicali italiane in assoluto (altri invece, come Lello Garinei e Marco Giovannini, le definiscono pre-commedie musicali). Tuttavia gli autori le vollero definire col termine, da loro coniato, favola musicale, passando alla denominazione commedia musicale solo in opere successive.
Fu Giove in doppiopetto (1954) a costituire la messa a punto del nuovo genere teatrale. La fase di trasformazione del teatro musicale leggero era completa e il paradigma della rivista abbandonato.
(Corriere della Sera, 27 aprile 1977)
G&G coniarono per questo spettacolo l'espressione 'avventura musicale', mentre lanciarono il termine commedia musicale solo nel cartellone dello spettacolo successivo, La padrona di Raggio di Luna.
Da allora in avanti non smisero mai di produrre nuovi copioni e di dirigerne la rappresentazione, restando nell'ambito del genere da loro creato, però introducendo sempre elementi di novità. La coppia scrisse ben quarantanove rappresentazioni ed allestì ottantacinque tournée portate in oltre venti nazioni. Nel 1960 ottennero la direzione del Teatro Sistina di Roma, che condussero insieme fino alla scomparsa di Giovannini nel 1977, poi portata avanti dal solo Garinei fino al 2006, quando anch'egli morì.
Assieme a loro hanno lavorato grandi interpreti del teatro leggero nazionale, come Totò, Macario, Carlo Dapporto, Alberto Sordi, Nino Manfredi, Aldo Fabrizi e Marcello Mastroianni, ma anche grandi nomi del teatro di prosa, come Enrico Maria Salerno e Alberto Lionello. Con loro ha collaborato intensamente il musicista e compositore Gorni Kramer, che si può considerare il terzo uomo della ditta. Tra gli altri compositori che hanno affiancato la coppia, si ricordano Armando Trovajoli, Domenico Modugno e Renato Rascel.

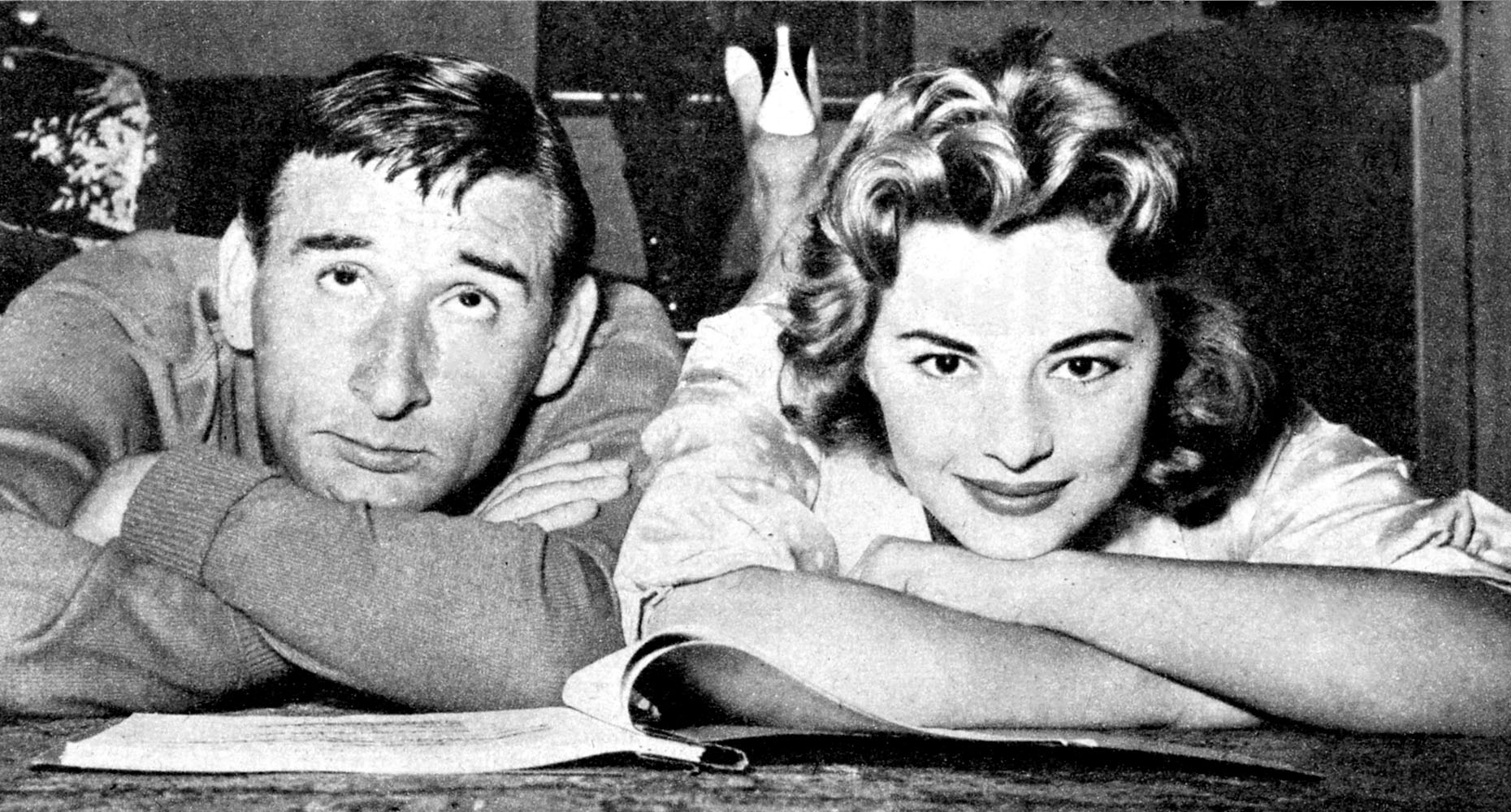
Renato Rascel con Giovanna Ralli nella commedia musicale Un paio d'ali di Garinei e Giovannini (1957)

Significativa anche la loro attività di autori televisivi; dopo la trasmissione d'esordio Duecento al secondo (1955), il successo fu raggiunto con la fortunata trasmissione Il Musichiere, presentata da Mario Riva (1957-1960).
Dopo la morte di Giovannini, Garinei continuò, come prima, a svolgere un'intensa attività, mettendo in scena numerosi spettacoli di successo (tra gli altri: Taxi a due piazze, 1984; Se il tempo fosse un gambero, 1986; I sette re di Roma, 1989). Però, da solo, non volle più scrivere copioni.
Garinei e Giovannini lavoravano in modo così frenetico che spesso facevano firmare il contratto agli attori quando questi avevano potuto leggere solo metà del copione, essendo il resto ancora da scrivere. E spesso, anche se la seconda parte era già interamente scritta, la tenevano nel cassetto mentre si svolgevano le prove della parte iniziale; avevano così la possibilità, verificando dal vivo quanto e come gli attori principali entravano nel personaggio, di rimaneggiare il resto, per ritagliare più accuratamente le parti sull'indole recitativa degli interpreti. Questa particolarità del modo di lavorare dei due commediografi venne descritta da Delia Scala - l'attrice che più di altri diventò artisticamente un tutt'uno con i due - quando dichiarò: "Gli spettacoli di G&G sono come i vestiti di Valentino: con le pinces giuste, ti si adattano addosso e ti valorizzano".

## Spettacoli

### Spettacoli scritti da Garinei e Giovannini

#### Rivista
- Cantachiaro (coautori Franco Monicelli e Italo De Tuddo), con Anna Magnani, Carlo Ninchi, Guglielmo Barnabò, Marisa Merlini, Olga Villi, Lea Padovani, Enrico Viarisio, Luigi Pavese, Mario Siletti, Raimondo Vianello, Dino Di Luca, Laura Gore, Massimo Serato, Luigi Pavese, Roberto Bruni, Ermanno Randi (1944)
- Soffia so'..., con Anna Magnani, Aroldo Tieri, Marisa Merlini, Carlo Ninchi, Alberto Sordi (1945)
- Soffia so'...ai bagni di mare, con Renato Rascel, Dolores Palumbo, Vittorio Caprioli, Giacomo Rondinella (1945)
- Cantachiaro n. 2  (coautori Franco Monicelli e Italo De Tuddo), con Gino Cervi, Giacomo Rondinella, Patrizia Lari, Aroldo Tieri, Ave Ninchi, Laura Gore, Giovanni Saccenti, Raimondo Viani (Raimondo Vianello), Massimo Serato, Tatiana Farnese, Nino Dal Fabbro (1945)
- Pirulì pirulì... non andrà sempre così, con Carlo Campanini, Alberto Rabagliati, Chiaretta Gelli, Enzo Turco, Laura Gore, Nando Bruno, le tre Sorelle Nava (1945)
- Sono le dieci e tutto va bene (coautore Marcello Marchesi), con Anna Magnani, Enrico Viarisio, Aroldo Tieri (1945)
- Oggi sciopero io, coautori Nelli e Mangini (Francesco Cipriani Marinelli e Mario Mangini), con Tecla Scarano, Lucy D'Albert (1946)
- Il congresso si diverte di Geri e Sampietro (Garinei e Giovannini), Nelli e Mangini, con Carlo Campanini e Alda Mangini (1946)
- Cantachiaro n. 3 (coautori Franco Monicelli e Italo De Tuddo), con Ernesto Calindri, Gianni Agus, Enzo Turco, Nino Besozzi, Roberto Paoletti, Pina Renzi (1946)

- Si stava meglio domani, con Wanda Osiris, Enrico Viarisio, Gianni Agus (1946)
- Ma se ci toccano nel nostro debole ... di Nelli, Mangini, Garinei e Giovannini, con Totò, Elena Giusti, Adriana Serra, Roberto Villa, regia di Mario Mangini (Teatro Valle di Roma, 15 aprile 1947)
- Domani è sempre domenica, con Wanda Osiris, Enrico Viarisio, Gianni Agus, Wilma Casagrande, Raimondo Viani, Ada Fioravanti (1947)
- Col naso lungo e le gambe corte, con Nino Besozzi, Paola Orlova, Diana Dei, Mario Riva, Nietta Zocchi, Mauretta Schio, Paolo Panelli, Milly Corinaldi, Aldo Maio, Pietro Tommassini, Carlo Sammartini, Elide Marchetti, Gino Franzi (1948)
- Al Grand Hotel, con Wanda Osiris, Dolores Palumbo, Gianni Agus, Vittorio Bottone, Enzo Braschi, Renato Tovaglieri, Vera Carmi, Marisa Bonecci, Magda Gonnella, Nuccia D'Alma, Flora Medini (1948)
- Sogno di una notte di quest'estate, con Wanda Osiris, Dolores Palumbo, Gianni Agus, Renato Rascel, Diana Kelli, Antonio De Vico (1949)
- Il diavolo custode, con Wanda Osiris, Enrico Viarisio, Dolores Palumbo e Gianni Agus (1950)
- La bisarca, con Riccardo Billi, Mario Riva, Alba Arnova, Mario Siletti, Diana Dei, Laurence Lamone, Guglielmo Barnabò, Liana Billi, Renzo Giovampietro, Elsa Vazzoler, Augusto Gamucci, Maddalena Capelli (1950)
- Black and white, con Rosy Barsony, Eva Bartok, Gianni Cajafa, Fulvia Colombo, Salvo Libassi, William Murray, Raimondo Viani (1950)
- Gran baldoria, con Elsa Merlini, Enrico Viarisio e Isa Barzizza (1951)
- Gran Baraonda, con Wanda Osiris, Alberto Sordi ed il Quartetto Cetra (1952)
- Caccia al tesoro, con Riccardo Billi, Mario Riva, Lucy D'Albert, Gianni Agus, Diana Dei, Luciana Cervi, Franca Maj (1953)
- Made in Italy, con Erminio Macario, Wanda Osiris, Alberto Lionello, Dorian Gray, Kiki Urbani, Olga Carera (1953)

#### "Favole musicali"
- Attanasio cavallo vanesio (1952), con Renato Rascel
- Alvaro piuttosto corsaro (1953), con Renato Rascel
- Tobia la candida spia (1954), con Renato Rascel

#### "Avventure musicali"
- Giove in doppiopetto (1954), con Carlo Dapporto e Delia Scala

#### Commedie musicali
- La padrona di Raggio di Luna (1955), con Andreina Pagnani ed Ernesto Calindri
- Carlo, non farlo! (1955), con Carlo Dapporto, Lauretta Masiero, Lisetta Nava, Elio Pandolfi e il Quartetto Cetra
- La granduchessa e i camerieri (1955), con Wanda Osiris, Gino Bramieri e Riccardo Billi e Mario Riva
- Buonanotte Bettina (1956, 1957, 1963), con Walter Chiari, Delia Scala, Paolo Panelli e Odoardo Spadaro
- Un paio d'ali, (1957), con Renato Rascel, Giovanna Ralli e Mario Carotenuto
- L'adorabile Giulio (1957), con Carlo Dapporto, Delia Scala, Paolo Panelli e Teddy Reno
- Un trapezio per Lisistrata (1958), con Paolo Panelli, Mario Carotenuto, Nino Manfredi e Delia Scala
- Un mandarino per Teo (1960), con Walter Chiari, Alberto Bonucci, Ave Ninchi e Sandra Mondaini
- Rascelinaria (1960), con Renato Rascel
- Delia Scala show (1961), con Delia Scala
- Rinaldo in campo (1961), con Domenico Modugno, Delia Scala, Paolo Panelli, Franco Franchi e Ciccio Ingrassia
- Enrico '61 (1961), con Renato Rascel
- Rugantino (1962), con Nino Manfredi, Lea Massari, Bice Valori e Aldo Fabrizi
- Il giorno della tartaruga (1964), con Renato Rascel e Delia Scala
- Ciao Rudy (1966, 1972), con Marcello Mastroianni
- Viola, violino e viola d'amore (1967), con Enrico Maria Salerno e le gemelle Kessler
- Angeli in bandiera (1969), con Gino Bramieri e Milva
- Alleluja brava gente (1970), con Renato Rascel e Gigi Proietti
- Aggiungi un posto a tavola (1974), con Johnny Dorelli, Daniela Goggi, Paolo Panelli e Bice Valori

### Spettacoli prodotti e diretti da Garinei e Giovannini
- La voce dei Padroni (1966), con Alighiero Noschese
- La strana coppia (1966), con Renato Rascel e Walter Chiari
- L'alba, il giorno e la notte (1966), con Paolo Panelli e Bice Valori
- Lo sai che non ti sento quando scorre l'acqua (1968), con Gino Bramieri e Lia Zoppelli
- Promesse... promesse... (1970), con Johnny Dorelli e Catherine Spaak
- Giochi da ragazzi (1970), con Paolo Stoppa ed Enrico Maria Salerno
- Cielo, mio marito (1973), con Gino Bramieri, Ombretta Colli, Marisa Merlini e Stefano Satta Flores
- Ragazzi irresistibili (1974), con Nino Taranto ed Aldo Fabrizi
- FeliciBumTà (1975), con Gino Bramieri
- Fra un anno alla stessa ora (1976), con Enrico Maria Salerno e Giovanna Ralli
- Assurdamente vostri (1976)

### Spettacoli prodotti dal marchio Garinei e Giovannini
- Anche i bancari hanno un'anima (1977), con Gino Bramieri
- Felici e contenti (1979)
- Accendiamo la lampada (1979), con Johnny Dorelli, Gloria Guida
- Bravo! (1981), con Enrico Montesano
- Pardon, Monsieur Moliére (1983), con Gino Bramieri
- Taxi a due piazze (1984), con Johnny Dorelli, Paola Quattrini
- Sono momentaneamente a Broadway (1985), con Gino Bramieri
- Se devi dire una bugia dilla grossa (1986), con Johnny Dorelli, Riccardo Garrone, Paola Quattrini
- Se il tempo fosse un gambero (1986), con Enrico Montesano
- C'è un uomo in mezzo al mare (1987)
- Cercasi tenore (1989), con Enrico Montesano
- I sette re di Roma (1989), con Gigi Proietti
- Gli attori lo fanno sempre (1989)
- Niente sesso, siamo inglesi (1990)
- Una bottiglia piena di ricordi (1992)
- Malgrado tutto, beati voi (1992)
- Bobby sa tutto (1995)
- Riuscire a farvi ridere (1996), con Gino Bramieri
- L'uomo che inventò la televisione (1997), con Pippo Baudo
- ..E menomale che c'è Maria (1999), con Enrico Montesano

### Altri spettacoli
- Due ore sole ti vorrei
- È molto meglio in due
- Figli della Lupa
- Mai di sabato signora Lisistrata, versione televisiva di Un trapezio per Lisistrata, con Gino Bramieri, Milva, Aldo Giuffré, Paolo Panelli, Bice Valori e i Ricchi e Poveri

## Varietà radiofonici Rai
- La Bisarca, con la Compagnia del teatro comico musicale di Roma, regia di Nino Meloni (1948-1951)
- Giringiro, quotidiano sonoro del Giro d'Italia, musicato da Giovanni D'Anzi, letto e cantato da Isa Bellini (1949)
- Babbo cicogna, rivista settimanale domenicale, con la partecipazione della Compagnia del teatro comico di Roma, orchestra Gino Filippini, regia Nino Meloni (1951-1952)
- Caccia al tesoro, con la collaborazione di Puntoni e Dino Verde, orchestra di Gino Filippini, regia Nino Meloni (1952)